# Мария Чешская
Мария Чешская (не ранее 1124 и не позднее 1125 — не ранее 1172) — чешская принцесса из династии Пржемысловичей. Маркграфиня Австрии и герцогиня Баварии в первом браке с Леопольдом IV, маркграфиня Бадена и Вероны во втором браке с Германом III.

## Биография
Мария была единственной дочерью князя Чехии Собеслава I и его жены Адлеты Венгрерской, внучки короля Венгрии Гезы I. Чтобы укрепить связи между богемским и немецким дворянством, её отец выдал дочь за маркграфа Бабенберга Леопольда IV 28 сентября 1138 года. Невеста была почти девочкой, а жениху было около 30 лет. Богемско-австрийский союз был закреплён, когда через два года младшая сестра Леопольда Гертруда вышла замуж за племянника Собеслава, князя Владислава II.
Первый брак Марии длился три года и закончился неожиданной смертью Леопольда в аббатстве Нидеральтайх в 1141 году. Поскольку брак не принёс Леопольду наследников, Австрию и Баварию получил его старший брат герцог Генрих II.
Год спустя она вышла замуж во второй раз за Германа III, который был маркграфом Бадена с 1130 года. Мария была его второй женой. Герман участвовал во Втором крестовом походе, и в 1151 году король Конрад III сделал его маркграфом Вероны. Он оставался верным сторонником династии Гогенштауфенов во время итальянских кампаний преемника Конрада Фридриха Барбароссы.
У Марии была одна дочь от второго брака:
- (?) Гертруда Баденская (ум. до 1225), вышла замуж (1180) за графа Альбрехта фон Дагсбурга (ум. 1211)

Герман умер в 1160 году. О Марии больше нет сведений, но она предположительно была жива в 1172 году. Она похоронена в аббатстве Бакнанг.